# Nyctemera transiens
Nyctemera transiens är en fjärilsart som beskrevs av Jurriaanse 1919. Nyctemera transiens ingår i släktet Nyctemera och familjen björnspinnare. Inga underarter finns listade i Catalogue of Life.